# Perochirus ateles
Perochirus ateles ist eine Geckoart der Gattung Perochirus, die im Westpazifik verbreitet ist. Sie wird als gefährdet eingestuft.

## Merkmale und Lebensweise
Perochirus ateles ist eine mittelgroße Art der Gattung Perochirus. Bei adulten Männchen wurde eine Kopf-Rumpf-Länge von 5,5 bis 8,8 Zentimetern gemessen. Die Gesamtlänge liegt zwischen 12 und 19 Zentimetern. Der breite, abgeplattete Schwanz weist keine Tuberkel auf, genauso wie die Rumpfoberseite oder die Gliedmaßen. Lateral ist der Schwanz gezahnt. Die inneren Zehen sind sehr klein, ohne Krallen und oft mit den angrenzenden Zehen verwachsen. Ausgewachsene Männchen haben zum Teil zwei bis fünf präanale Poren, bei anderen fehlen diese.
Perochirus ateles ist wie alle Geckos ovipar (eierlegend). Die Art kommt auf Inseln mit verschiedenen Vegetationstypen vor und kann sich somit neben natürlichen Wäldern auch an Inseln mit Kokosnusspalmen und Brotfruchtbäumen anpassen. Sie wird oft auf Palmen und Bäumen gefunden, aber auch bodennäher in Sträuchern und Büschen.

## Verbreitung
Die Geckoart ist in Mikronesien verbreitet, wo sie auf etwa einem Drittel der Inseln zu finden ist, darunter auf Yap, Truk, Chuuk, Pohnpei, Kosrae und dem Kapingamarangi-Atoll. Darüber hinaus gibt es sie auf den Marianen. In Japan kommt sie lediglich auf den weit abgelegenen Inseln Minami-Iwojima und Minami-Torishima vor. Letztere bildet den östlichsten Punkt des Landes.

## Bedrohungen
Die IUCN stuft die Art als gefährdet („Vulnerable“) ein. Eine Bedrohung stellt der in ihrem Verbreitungsgebiet eingeführte Asiatische Hausgecko (Hemidactylus frenatus) dar, insbesondere auf den Marianen. Auf Guam ist die Art vermutlich bereits ausgestorben durch Raubdruck der Braunen Nachtbaumnatter (Boiga irregularis). Auf der Marianen-Insel Tinian ging der Bestand vermutlich durch die Abholzung durch die Japaner zum Zuckerrohranbau zurück. Dort wurde die Art zuletzt 1946 beobachtet.

## Systematik
Die Art wurde 1856 von dem französischen Zoologen Auguste Duméril als Hemidactylus ateles erstbeschrieben. Die Gattung Perochirus enthält heute drei Arten.